# 8166 Buczynski
A 8166 Buczynski (ideiglenes jelöléssel 1991 AH1) a Naprendszer kisbolygóövében található aszteroida. B. G. W. Manning fedezte fel 1991. január 12-én.